# ليونفورتي
ليونفورتي (بالإيطالية: Leonforte)‏ هي بلدية في مقاطعة إنا في صقلية الإيطالية.

## السكان
في سنة 1861 بلغ عدد السكان 12٬234 نسمة، وتطور العدد ليصل في سنة 2011 لـ 13٬878 نسمة.
يظهر هذا المخطط البياني تطور النمو السكاني لـ ليونفورتي